# 桂家残月
桂家 残月（かつらや ざんげつ、1874年11月28日 - 1926年6月29日）は、上方噺家・上方講釈師。本名: 小野 菊水。
生まれは東京。書籍商、新聞社の小使、弁護士の書生などの職業を転々とした後に講釈師の弟子で2代目錦城斎（錦城齋）一山の門で残月樓菊水、1901年に上方に移り結婚を機に7代目桂文治の身内になり桂家残月を名乗った。
大阪では講釈の寄席には出ず落語の席で「改良人情噺」と称し講釈を演じていた。
主なネタが講釈主が多く「藤田伝三郎伝」等を演じた、他にも皇族など皇室関係者の美談を演じ、そうした縁で久邇宮や賀陽宮夫妻の前で演じたこともあり本人は自慢していた。明治末期から大正初期頃に一時活動弁士に転じたがそこでも人気を博し1918年には再度寄席に復帰している。SPレコードも残されている。
妻の連れ子は小残月から桂家？残月楼（残月樓）を名乗っている。妻は夫の活躍に触発され浮世節で新柳小歌を名乗り寄席の高座に出ていた。